# Anopheles rangeli
Anopheles rangeli är en tvåvingeart som beskrevs av Gabaldon, Cova Garcia och Lopez 1940. Anopheles rangeli ingår i släktet Anopheles och familjen stickmyggor. Inga underarter finns listade i Catalogue of Life.